# Johann Jakob Scherer

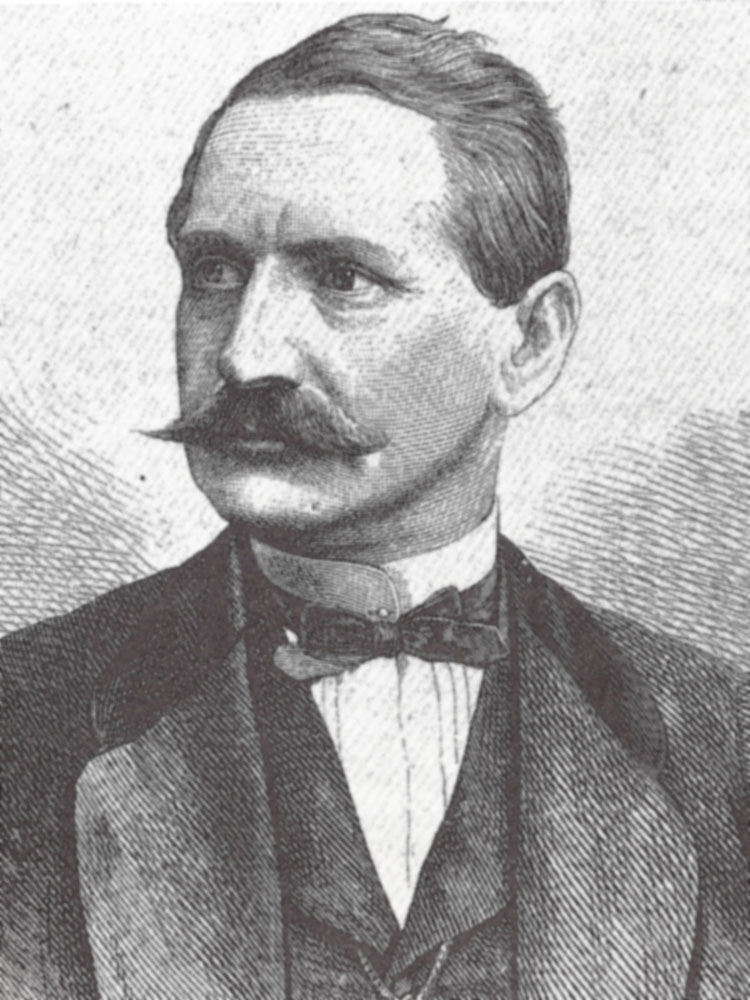

Johann Jakob Scherer (Winterthur, 10 november 1825 - aldaar, 23 december 1878) was een Zwitsers politicus.
Scherer was lid van de Radicale Partij (voorloper van de huidige Vrijzinnige-Democratische Partij) en maakte deel uit van de Regeringsraad van het kanton Zürich. In 1869 was hij voorzitter van de Regeringsraad.
Scherer werd op 12 juli 1872 in de Bondsraad gekozen. Hij bleef in de Bondsraad tot aan zijn dood op 23 december 1878. Hij beheerde de volgende departementen:
- Departement van Financiën (1872)
- Departement van Financiën en Douane (1873)
- Departement van Spoorwegen en Handel (1873-1874)
- Departement van Politieke Zaken (1875)
- Departement van Militaire Zaken (1876-1878)

Scherer was in 1875 bondspresident, hetzelfde jaar dat hij minister van Buitenlandse Zaken was.